# Pleistarco (hijo de Antípatro)
Pleistarco o Plistarco (en griego antiguo: Πλείσταρχος: Πλείσταρχος; siglo IV a. C.) fue hijo de Antípatro y hermano de Casandro, rey de Macedonia. 
Aparece por primera vez en las fuentes en el año 313 a. C., cuando su hermano le encomendó el mando en Calcis para hacer frente a Ptolomeo, general de Antígono, cuando el propio Casandro tuvo que retirarse para proteger Macedonia. En el 302 a. C., cuando se formó una liga general contra Antígono, Casandro lo despachó con un ejército de doce mil peones y quinientos jinetes a reforzar a Lisímaco en Asia. Como el Helesponto y los accesos al mar Negro estaban en manos de Demetrio, intentó que sus tropas pasasen directamente de Odeso a Heraclea, pero perdió a la mayor parte en la maniobra; algunos de los soldados fueron hechos prisioneros por los barcos enemigos, mientras que otros perecieron en una tormenta, en la que el propio Pleistarco casi naufraga. Pese a este revés, parece que contribuyó a la victoria final de la coalición, puesto que se lo recompensó tras la batalla de Ipsos (301 a. C.) con la provincia de Cilicia, que gobernó independientemente. No la conservó mucho tiempo: Demetrio se la arrebató sin dificultad al año siguiente. Luego aparece en algunas inscripciones como señor de Caria; parece que obtuvo esta región también tras el choque de Ipsos, y que la conservó al menos siete años. Pausanias indica que fue derrotado por los atenienses en un choque en el que mandaba la caballería y los auxiliares de Casandro, pero se desconoce cuándo tuvo lugar esta lid.  Puede que fuese a él a quien el autor médico Diocles de Caristo dedicó su obra, que luego citó varias veces Ateneo con el nombre de τα προς Πλεισταρχον Υγιεινα.